# L'Uomo Ragno (film)
L'Uomo Ragno (Spider-Man) è un film del 1977 diretto da E. W. Swackhamer, con protagonista Nicholas Hammond. È il primo lungometraggio live action basato sul supereroe omonimo dei fumetti della Marvel Comics, ideato nel 1962 da Stan Lee e Steve Ditko. 
Concepito come un film per la televisione negli Stati Uniti, come episodio pilota per lanciare la serie TV della CBS The Amazing Spider-Man, dalla stessa serie tv vennero adattati altri due film, L'Uomo Ragno colpisce ancora (1978) e L'Uomo Ragno sfida il Drago (1979).

## Trama
A New York vive Peter Parker, un ragazzo statunitense orfano, allevato dalla zia May, e un brillante studente universitario, con una passione per la scienza. Un giorno, un piccolo ragno viene esposto accidentalmente a radiazioni durante un esperimento di laboratorio; l'aracnide finisce per mordere Peter, trasmettendogli i suoi poteri (una forza fisica elevata, una grande agilità, la capacità di aderire a muri e soffitti e un "senso di ragno" che lo avverte dei pericoli imminenti). Il ragazzo, che viene intravisto da alcuni passanti, viene nominato "Uomo Ragno" proprio perché capace di arrampicarsi sui muri come il medesimo animale. Allora Peter, per non essere riconosciuto e per fare soldi con le foto esclusive dell'Uomo Ragno, si cuce un costume costituito da una tuta da ginnastica rossa e blu e una maschera rossa con le lenti bianche. Più avanti costruisce anche un bracciale che lancia ragnatele fatte di un particolare fluido che si solidifica a contatto con l'aria.
Intanto in città accadono altre cose strane: alcune persone innocue, inspiegabilmente, si mettono a compiere svariati crimini; questi vengono ipnotizzati e sfruttati da alcuni gangster sotto copertura (si spacciano per psichiatri, organizzando sedute apparentemente a scopo terapeutico) che mirano a rubare molto denaro entro una certa data.
Più avanti Peter (nei panni dell'Uomo Ragno) scopre un segnale sospetto tramite il suo ricevitore di frequenze e arriva quasi a raggiungere la fonte (un computer che emette segnali ipnotici, impiegato dai malfattori di prima), situata all'interno del palazzo, ma alcuni campioni di kendō lo sorvegliano e si scontrano con lui. L'Uomo Ragno è costretto a battere in ritirata, riuscendo comunque ad avere la meglio sugli scagnozzi. Sicuri del fatto che il supereroe tornerà per smascherarli, elaborano una tattica per contrastarlo meglio al secondo incontro.
Durante una seduta, anche Peter viene ipnotizzato (tramite una spilla che emette suoni ipnotici) e sta per tentare il suicidio insieme ad altri; fortunatamente, la spilla viene staccata dalla giacca del ragazzo e quest'ultimo rinviene. Indossando ancora il costume da Uomo Ragno, egli riesce ad invertire il segnale ipnotico sradicando (con una ragnatela) l'antenna dal tetto del palazzo. Il capo dei criminali rimane ipnotizzato dal suo stesso computer e, sotto il consiglio "amichevole" del supereroe, si costituisce alla polizia.
Alla fine la gang viene arrestata, Peter ha una relazione con la figlia di una delle vittime del complotto e J. Jonah Jameson (il direttore del giornale Daily Bugle) riceve dal ragazzo altre foto straordinarie dell'Uomo Ragno.

## Critica
Fantafilm scrive che "l'operazione, riuscita in parte sotto il profilo dello spettacolo, naufraga nella banalizzazione del ritratto del protagonista. Dell'eroe del fumetto, Nicholas Hammond si limita, in realtà, a vestire la suggestiva calzamaglia senza farsi carico di approfondire quegli aspetti più sfumati che determinarono la novità del personaggio e il successo del comic presso il giovane pubblico americano. Il film perde la geniale intuizione di Stan Lee di riversare nel nuovo super-eroe l'alienazione fisica e psicologica come riflesso del malessere della generazione "anni '60" che non si riconosce nelle certezze dei padri."

## Differenze con il fumetto
Nel fumetto il ragno, divenuto radioattivo, dopo aver morso Peter muore. Nel film sembrerebbe sopravvivere.
Nella pellicola non vi è alcun accenno a personaggi quali Ben Parker (lo zio di Peter), Mary Jane Watson, Flash Thompson, Gwen Stacy  e di nemici come Goblin, il Dottor Octopus, Rhino, Lizard, l'Avvoltoio o l'Uomo Sabbia. Questi sono stati probabilmente evitati dalla produzione poiché la loro realizzazione avrebbe richiesto un budget eccessivo.
L'apparecchio "spara ragnatele" del film era ingombrante a causa delle grandi dimensioni - contrariamente al fumetto, nel quale era occultato sotto le maniche del costume - e quindi doveva essere indossato sopra il costume, il che costringeva l'attore a mantenere le mani aperte per la maggior parte delle scene in costume, poiché impossibilitato a chiuderle.